# Rupert Vansittart
Rupert Vansittart, né le 10 février 1958 à Cranleigh, dans le Surrey, est un acteur britannique, plutôt spécialisé dans des rôles de composition, comiques ou tragi-comiques, au cinéma ou à la télévision.

## Biographie
Il apparaît notamment dans Orgueil et Préjugés de Simon Langton, où il joue le somnolent Mr Hurst. 
Au théâtre, il a joué, en 2003 avec Michael Richards dans Arsenic et vieilles dentelles.

## Théâtre
- 2003 : Arsenic et vieilles dentelles

## Filmographie

### Cinéma
- 1985 : Plenty : Client's Asst.
- 1986 : Escort Girl : Alan Platts-Williams
- 1987 : Eat the Rich : Rupert
- 1988 : Buster : Fairclough
- 1993 : Les vestiges du jour : Sir Geoffrey Wren (figurant Oswald Mosley)
- 1994 : Quatre mariages et un enterrement : George the Boor at The Boatman - Wedding One
- 1995 : Braveheart : Lord Bottoms
- 1995 : L'Île aux pirates : Capitaine Perkins
- 1997 : Diana & Me : Chef
- 1997 : The Perfect Blue : Flashback Date #2
- 1998 : Monk Dawson : Fr Timothy
- 2000 : Kevin & Perry : Bank manager
- 2004 : One Last Chance : Alisdair Robb
- 2008 : Braquage à l'anglaise : Sir Leonard Plugge
- 2011 : Johnny English, le retour d'Oliver Parker : Derek
- 2011 : La Dame de fer : Cabinet Ministers
- 2013 : Austenland : Mr. Wattlesbrook
- 2013 : This House : Esher / Ensemble
- 2016 : A United Kingdom : Sir Ian Fraser
- 2017 : My Lady : Sherwood Runcie
- 2020 : Miss Révolution (Misbehaviour) de Philippa Lowthorpe

### Courts-métrages
- 1999 : Eviction

### Télévision

#### Séries télévisées
- 2022 : Andor (série télévisée) : Chef Hyne

#### Téléfilms
- 1989 : The Saint: The Brazilian Connection : Wyatt
- 1997 : Painted Lady : Henry Fellows
- 1997 : Supply & Demand : Police Personnel
- 1998 : Frenchman's Creek : Lord Godolphin
- 1999 : The Nearly Complete and Utter History of Everything
- 2001 : Sword of Honour : Commander-in-Chief
- 2002 : The Falklands Play : Sir Robert Armstrong (Cabinet Secrétaire)
- 2004 : Roman Road : Fermier
- 2005 : Wallis & Edward : Chief Whip
- 2006 : Coup! : Roddy Hamilton
- 2008 : Caught in a Trap : Judge
- 2009 : Margaret : Peter Morrison, secrétaire privé parlementaire de Margaret Thatcher
- 2011 : Holy Flying Circus : Bernard Barnard QC
- 2017 : King Charles III : Sir Matthew